# Жуковичи (Струго-Красненский район)
Жуковичи — деревня в Струго-Красненском районе Псковской области России. Входит в состав сельского поселения «Новосельская волость».

## География
Находится на северо-востоке региона, в юго-западной части района.
Уличная сеть представлена тремя географическими объектами: ул. Горная, ул. Дачная и ул. Подгорная.

## История
До марта 2005 года деревня Жуковичи входила в  Молодейскую волость.
В соответствии с Законом Псковской области от 28 февраля 2005 года № 420-ОЗ  деревня Жуковичи, вместе с другими селениями упраздненной Молодейской волости, вошла в состав образованного муниципального образования Новосельская волость.

## Население
| 2001 | 2002 | 2010 | 2011 |
| ---- | ---- | ---- | ---- |
| 30   | ↗37  | ↘19  | ↗24  |

В деревне родился член псковского отделения Союза журналистов России Иванов Михаил Федорович (1924-2010 гг.).

## Инфраструктура
Личное подсобное хозяйство.
Почтовое отделение, обслуживающее д. Жуковичи — 181161; расположено в д.  Палицы.

## Транспорт
Просёлочные дороги, одна из них к д. Палицы .